# 福生警察署
福生警察署（ふっさけいさつしょ）は、警視庁が管轄する警察署の一つである。第九方面に所属する。署員数、約330名。識別章所属表示はVC。署長の階級は警視。車両の対空標示は「福」。
西多摩東部を管轄し、管轄面積はほぼ大田区に匹敵する59.42km2におよぶが、うち5.84km2は事実上治外法権の在日アメリカ空軍横田基地で占められているため、実質的には53.58km2である｡
首都圏中央連絡自動車道トンネル脇のあきる野市の山中には警察庁の弾薬製造所（警察庁秋川工場）があり、門前の警備派出所には警備の警察官が常駐しているが、存在はなかば秘匿化され、同署のウェブサイトにもこの警備派出所のことは記されていない。
なお当署は、1952年（昭和27年）におきた青梅線の列車妨害・脱線事件（青梅事件）において、最高裁で被告人全員の無罪が確定したものの、下級審で有罪の根拠とされた自白調書の作成にあたり、被疑者の共産党員らへの拷問のあった警察署としても知られる。

## 管轄区域
- 福生市
- 羽村市
- あきる野市の内、秋川一 - 六丁目、秋留一 - 五丁目、油平、雨間、牛沼、小川、小川東一 - 三丁目、上代継、切欠、草花、下代継、菅生、瀬戸岡、二宮、二宮東一 - 三丁目、野辺、原小宮、原小宮一・二丁目、引田、平沢、平沢西一丁目、平沢東一丁目、渕上
- 西多摩郡瑞穂町

## 所在地・アクセス
- 所在地：東京都福生市加美平三丁目25番地
  - 最寄駅：JR青梅線、福生駅・羽村駅（両駅とも西口下車、徒歩約15分。東京都道29号立川青梅線、新奥多摩街道沿い）

## 沿革
- 1948年（昭和23年） 国家地方警察および自治体警察発足により、青梅警察署より分離。自治体警察福生町警察署設置。
- 1951年（昭和26年） 国家地方警察の福生地区警察署となる。
- 1954年（昭和29年） 警察法改正により、警視庁福生警察署となる。
- 1962年（昭和37年） 西多摩郡福生町（当時）本町より現在地へ移転。
- 1998年（平成10年） 地上4階、地下1階、塔屋1階、延床面積6,977m2の現庁舎竣工。

## 組織
- 警務課
- 交通課
- 警備課
- 地域課
- 刑事組織犯罪対策課
- 生活安全課

## 交番

### 福生市
- 福生駅前交番（福生市大字福生773番地12）
- 横田交番（福生市大字福生2212番地8）
- 内出交番（福生市大字熊川277番地2）

### 羽村市
- 羽村駅前交番（羽村市羽東1丁目6番4号）
- 小作駅前交番（羽村市小作台1丁目16番地の1）
- 神明台交番（羽村市神明台1丁目27番地1）

### あきる野市
- 秋川駅前交番（あきる野市油平61番地2）

### 瑞穂町
- 箱根ヶ崎駅前交番（西多摩郡瑞穂町大字箱根ヶ崎249番地9）

## 警備派出所

### あきる野市
- 秋多警備派出所（あきる野市菅生1631番地）

## 駐在所

### 福生市
- 上福生駐在所（福生市大字福生1200番地2）
- 中福生駐在所（福生市大字福生434番地6）
- 下福生駐在所（福生市牛浜45番地）
- 南田園駐在所（福生市南田園2丁目8番地23）

### 羽村市
- 羽駐在所（羽村市羽中1丁目6番32号）
- 羽村西駐在所（羽村市羽加美4丁目2番7号）
- 五ノ神駐在所（羽村市五ノ神2丁目11番地の13）

### あきる野市
- 草花駐在所（あきる野市草花3063番地1）
- 菅生駐在所（あきる野市菅生733番地）
- 渕上駐在所（あきる野市淵上196番地1）
- 油平駐在所（あきる野市油平240番地4）
- 野辺駐在所（あきる野市野辺1140番地）
- 小川駐在所（あきる野市小川821番地1）
- 二宮駐在所（あきる野市二宮2213番地1）

### 瑞穂町
- 武蔵野駐在所（西多摩郡瑞穂町むさし野1丁目2番地）
- 箱根ヶ崎駐在所（西多摩郡瑞穂町大字箱根ヶ崎236番地1）
- 箱根ヶ崎北駐在所（西多摩郡瑞穂町大字箱根ヶ崎122番地2）
- 石畑上駐在所（西多摩郡瑞穂町大字石畑7番地2）
- 石畑駐在所（西多摩郡瑞穂町大字石畑1602番地1）
- 元狭山駐在所（西多摩郡瑞穂町大字駒形富士山495番地）
- 長岡駐在所（西多摩郡瑞穂町長岡1丁目47番地1）

## 出来事
- 2024年11月2日、所属の警部補が、茨城県高萩警察署に傷害の現行犯で逮捕された。容疑は、11月1日夜、研修で利用した北茨城市の宿泊施設で、女性従業員の顔を殴ったというもの。当時、同警部補は飲酒をしていた[2]。